# Holmtjärnen (Jokkmokks socken, Lappland, 736685-170645)
Holmtjärnen är en sjö i Jokkmokks kommun i Lappland och ingår i Luleälvens huvudavrinningsområde.